# Apicia venusta
Apicia venusta är en fjärilsart som beskrevs av Paul Dognin 1901. Apicia venusta ingår i släktet Apicia och familjen mätare. Inga underarter finns listade i Catalogue of Life.